# Потрерильйос (Чилі)
Потрерильйос (ісп. Potrerillos) — місто-привид у пустелі Атакама, в однойменному чилійському регіоні, провінція Чаньяраль. Розташоване у передгір'ях Центральних Анд на висоті близько 2800 метрів над рівнем моря. Економіка базувалася на видобутку міді в сусідній шахті.

## Історія
Селище розвивалося з 20-х років XX сторіччя під орудою компанії Andes Copper Minning Company. Тут діяла лікарня, були своя школа, клуб і кінотеатр. На піку розвитку населення складало 7 тисяч осіб. Після відкриття мідного родовища у містечку Ель-Сальвадор (з 1959 року) Потрерильйос втратив своє значення як гірничий центр і поступово занепав. Від 2000 року мешканців тут немає.

## Транспорт
Протягом десятиліть сюди можна було дістатися лише поїздом: вузькоколійну залізницю довжиною 90 кілометрів з містечка Дієго-де-Альмагре побудовано 1928 року. Автомобільні дороги загального користування були відкриті лише наприкінці 1950-х років, коли плавильний завод почав отримувати мідь із шахти Ель-Сальвадор.

## Клімат
Селище знаходиться у зоні, котра характеризується кліматом тропічних пустель. Найтепліший місяць — січень із середньою температурою 13,9 °C. Найхолодніший місяць — липень, із середньою температурою 8,9 °C.
| Клімат Потрерильйоса    | Клімат Потрерильйоса | Клімат Потрерильйоса | Клімат Потрерильйоса | Клімат Потрерильйоса | Клімат Потрерильйоса | Клімат Потрерильйоса | Клімат Потрерильйоса | Клімат Потрерильйоса | Клімат Потрерильйоса | Клімат Потрерильйоса | Клімат Потрерильйоса | Клімат Потрерильйоса | Клімат Потрерильйоса |
| Показник                | Січ.                 | Лют.                 | Бер.                 | Квіт.                | Трав.                | Черв.                | Лип.                 | Серп.                | Вер.                 | Жовт.                | Лист.                | Груд.                | Рік                  |
| Абсолютний максимум, °C | 23                   | 22                   | 22                   | 22                   | 22                   | 20                   | 21                   | 23                   | 22                   | 22                   | 22                   | 22                   | 23                   |
| Середній максимум, °C   | 18                   | 18                   | 18                   | 17                   | 16                   | 13                   | 13                   | 14                   | 15                   | 16                   | 17                   | 17                   | 16                   |
| Середня температура, °C | 13                   | 13                   | 13                   | 12                   | 11                   | 9                    | 8                    | 9                    | 10                   | 11                   | 12                   | 12                   | 11                   |
| Середній мінімум, °C    | 9                    | 9                    | 9                    | 8                    | 6                    | 5                    | 4                    | 5                    | 5                    | 6                    | 8                    | 8                    | 7                    |
| Абсолютний мінімум, °C  | 6                    | 5                    | 2                    | 1                    | −5                   | −2                   | −6                   | −5                   | −4                   | −4                   | 0                    | 3                    | −6                   |
| Норма опадів, мм        | 0                    | 0                    | 0                    | 0                    | 10                   | 0                    | 10                   | 0                    | 0                    | 0                    | 0                    | 0                    | 50                   |
| Днів з дощем            | 0                    | 0                    | 1                    | 0                    | 1                    | 0                    | 1                    | 0                    | 0                    | 0                    | 0                    | 0                    | 10                   |
| Вологість повітря, %    | 36                   | 36                   | 33                   | 23                   | 21                   | 21                   | 23                   | 23                   | 20                   | 22                   | 21                   | 30                   | 26                   |
| ----------------------- | -------------------- | -------------------- | -------------------- | -------------------- | -------------------- | -------------------- | -------------------- | -------------------- | -------------------- | -------------------- | -------------------- | -------------------- | -------------------- |
| Джерело: Weatherbase    |                      |                      |                      |                      |                      |                      |                      |                      |                      |                      |                      |                      |                      |